# Skorjasti kamnokreč
Skorjasti kamnokreč (znanstveno ime Saxifraga crustata) je vednozelena trajnica iz družine kamnokrečevk (Saxifragaceae), ki uspeva na področju vzhodnih Alp. Vrsto je prvič opisal avstrijski botanik Lorenz Chrysanth von Vest leta 1804.

## Etimologija
Rodovno ime se nanaša na sposobnost kamnokrečev, da povzročajo drobljenje in erozijo skal, medtem ko se razraščajo naokoli. Saxum v latinščini pomeni "skala", frangere prevajamo kot "lomiti". Vrstni pridevek prav tako izvira iz latinskega izraza crustatus, ki pomeni "skorjast" ali "inkrustriran", in je povezan s kamnokrečevimi bleščečo zelenimi listi, katerih površina je prevlečena z drobci hrustljavega apnenčevega peska, ki ga rastlina izloča iz posebnih por, lociranih na listnih robovih.

## Opis
Skorjasti kamnokreč je vednozelena in srednje velika trajnica, ki v gostih preprogah pokriva podlago in lahko doseže od 12 do 24 centimetrov višine. Njeni črtalasti listi, ki imajo raven rob, so zeleni (s srebrnim sijajem) in navadno urejeni v rozete.
Srebrnkast sijaj kamnokrečevih listov je posledica majhnih količin apnenca, natančneje kalcita (pogostega polimorfa kalcijevega karbonata), ki se izloča na listnih robovih, kjer se nahajajo sekrecijske pore hidatodnega tkiva. Podobna ekskrecija kalcijevega karbonata se pojavlja pri mnogih drugih vrstah rodu kamnokrečev, a vse ne izločajo kalcita (nekatere secernirajo vaterit, medtem ko izloček drugih sestavljata tako kalcit kot tudi vaterit).
Cvetovi običajnega izgleda imajo dolge rumenkasto bele do kremno bele venčne liste, ki se združujejo v latasto socvetje. Slednje predstavlja končni del intenzivno rdečo obarvanega stebla, ki ne nosi listov. Skorjasti kamnokreč cveti med junijem in avgustom.

## Razširjenost
Skorjasti kamnokreč se pojavlja v vzhodnih Alpah, pri čemer njegovo območje razširjenosti predstavljajo Slovenija, Avstrija, Hrvaška in Italija. Populacije te vrste je moč najti tudi v Dolomitih in Dinaridih, vse od Slovenije do Črne gore. V Sloveniji skorjasti kamnokreč velja za relativno pogosto rastlinsko vrsto, ki raste v Alpah, pa tudi v Trnovskem gozdu in na Snežniku.
To rastlinsko vrsto se klasificira kot hazmofitno, saj večino njenega habitata predstavljajo melišča in podobne površine.